# Sune på bilsemester
Sune på bilsemester é um filme sueco lançado em 2013.